# Antoni Władyczański
Antoni Władyczański (ur. 25 czerwca?/8 lipca 1909 w Krasnojarsku, zm. 23 stycznia 1978 w Moskwie) – radziecki generał major (od 1944).

## Życiorys
Urodził się w rodzinie polskiej w Krasnojarsku. Syn Stanisława, wnuk polskiego zesłańca na Syberię.
Służbę w Armii Czerwonej pełnił od września 1929 do czerwca 1938 oraz od września 1939. Ukończył Białoruską Zjednoczoną Szkołę Wojskową im. M.I.Kalinina (1932) oraz Wyższy Akademicki Kurs przy Wyższej Wojskowej Akademii im. K.J. Woroszyłowa (1947).
Po zakończeniu przeszkolenia skierowany do 81. pułku strzelców w Witebsku w składzie 27. Omskiej Dywizji Strzelców im. Włoskiego Proletariatu, w strukturach Białoruskiego OW, gdzie pełnił obowiązki dowódcy plutonu, dowódcy kompanii snajperskiej, zastępcy dowódcy oraz cz.p.o. dowódcy kompanii. Następnie powrócił do szkoły, gdzie pełnił obowiązki dowódcy plutonu kursantów oraz dowódcy kompanii obsługi technicznej. Od maja 1938 był wykładowcą taktyki w Mińskiej Szkole Piechoty im. M.I.Kalinina. W czerwcu 1938 w związku z polskim pochodzeniem zwolniony ze służby wojskowej i przeniesiony do rezerwy. Pracował jako szef wydziału emerytalnego przy Witebskim Obwodowym Komitecie Wykonawczym. We wrześniu 1939 przywrócony do służby w RKKA i skierowany do pracy dydaktycznej w Mińskiej Szkole Piechoty im. M.I. Kalinina, gdzie pełnił obowiązki starszego wykładowcy, zastępcy dowódcy batalionu do spraw gotowości bojowej, dowódcy jednostki szkolnej. W przeddzień wybuchu wojny Mińska Szkoła Piechoty została przeformowana w szkołę wojsk pancernych.
Z początkiem wojny z Niemcami kontynuował służbę w tej szkole. W końcu czerwca i na początku lipca 1941 w jej składzie brał udział w walkach nad Berezyną. Po przedyslokowaniu szkoły do Uljanowska wyznaczony na stanowisko starszego wykładowcy w 2 Uljanowskiej Szkole Wojsk Pancernych. Od września 1941 w stopniu kapitana dowodził samodzielnym batalionem czołgów w składzie 51 Samodzielnej Szkolnej Brygady Strzelców. W październiku skierowany z jednostką na Front Zachodni. W grudniu brygada została włączona w skład Frontu Północno-Zachodniego, następnie Frontu Kalinińskiego. W styczniu 1942 został wyznaczony na stanowisko szefa sztabu tej brygady. W składzie 4 Armii Uderzeniowej uczestniczył z nią w Toropiecko-Chołmskiej operacji zaczepnej. W kwietniu 1942  w mieście Kalazin w obwodzie kalinińskim brygada została przeformowana w 119 Dywizję Strzelców, a major Władyczański został wyznaczony na stanowisko szefa sztabu tej dywizji. Po zakończeniu formowania dywizja wchodziła w skład Frontu Kalinińskiego, następnie (od września 1942) Frontu Zachodniego, 3. Armii Frontu Briańskiego (od października 1942). W końcu października 1942 dywizja została skierowana pod Stalingrad, gdzie weszła w skład 5. Armii Pancernej i uczestniczyła w przeciwnatarciu pod Stalingradem. 16 grudnia 1942 za pomyślne wykonanie zadań w walkach pod Stalingradem - dywizja została przeformowana w 54. Gwardyjską Dywizję Strzelców (od lutego 1943 - JW 06658).
Od 5 września 1943 w stopniu pułkownika został dowódcą 50 Gwardyjskiej Dywizji Strzelców (JW 22156). Funkcję tę pełnił do 29 sierpnia 1944, kiedy to został ciężko ranny. Następnie ponownie od 25 listopada 1944 do zakończenia działań wojennych. 19 marca 1944 został awansowany do stopnia generała majora.
Po zakończeniu wojny od września 1945 pozostawał w dyspozycji Głównego Zarządu Kadr Ludowego Komisariatu Obrony, a od marca 1946 uczył się na Wyższym Akademickim Kursie przy Wyższej Wojskowej Akademii im. K.J. Woroszyłowa. Po zakończeniu szkolenia w kwietniu 1947 był odkomenderowany do Akademii Wojskowej im. M.W. Frunzego, gdzie był wykładowcą w Katedrze Wojsk Pancernych i Zmechanizowanych, starszym wykładowcą gotowości operacyjno-taktycznej kursu doskonalenia kadry kierowniczej dowódców dywizji strzelców, starszego wykładowcy taktyki ogólnej.
W lutym 1951 odkomenderowany do dyspozycji MON PRL z pozostawieniem w kadrach Armii Radzieckiej. Był zastępcą dowódcy Pomorskiego Okręgu Wojskowego, w latach 1953-1954 jego dowódcą. Po powrocie do ZSRR w lutym 1955 został wyznaczony na stanowisko zastępcy dowódcy 1 Korpusu Strzelców w Semipałatyńsku (JW 41524), w 1957 przemianowanego na 1. Korpus Armijny w Turkiestańskim Okręgu Wojskowym. W maju 1960 został przeniesiony do rezerwy.
W ostatnich latach życia mieszkał w Elektrogorsku pod Moskwą. Zmarł w Moskwie. Pochowany na Cmentarzu Wagańkowskim.

## Odznaczenia
- Krzyż Komandorski Orderu Odrodzenia Polski (1954)
- Order Lenina
- Order Czerwonego Sztandaru (trzykrotnie)
- Order Czerwonej Gwiazdy (dwukrotnie)
- Order Kutuzowa II stopnia
- Order Suworowa II stopnia
- Order Aleksandra Newskiego
- Order Wojny Ojczyźnianej I stopnia

I inne.